# (164216) 2004 OT11
2004 أو تي 11 (ويعرف أيضًا باسم (164216) 2004 أو تي 11 وفق تسمية الكوكب الصغير) (بالإنجليزية: 2004 OT11)‏ هو كويكب ضمن حزام الكويكبات؛ وترتيبه 164216 من حيث الاكتشاف.
اكتُشف هذا الجُرم الفلكي بواسطة بحث لنكولن عن الكويكبات القريبة من الأرض في 27 يوليو 2004.

## وصلات خارجية
- (164216) 2004 OT11 في قاعدة بيانات مختبر الدفع النفاث لأجرام النظام الشمسي الصغيرة

- الاكتشاف · مخطط المدار ·  العناصر المدارية · المعلمات المادية

- (164216) 2004 OT11 على موقع ويكي سكاي: DSS2, SDSS, GALEX, IRAS, Hydrogen α, X-Ray, Astrophoto, Sky Map, Articles and images